# Elaeodendron curtipendulum
Elaeodendron curtipendulum är en benvedsväxtart som beskrevs av Stephan Ladislaus Endlicher. Elaeodendron curtipendulum ingår i släktet Elaeodendron och familjen Celastraceae. Inga underarter finns listade.